# Голодовка
Голодо́вка — сознательный отказ от принятия пищи в знак протеста с целью вызвать у окружающих чувство вины за происходящее. Голодовка является средством ненасильственной борьбы или давления.

## Виды голодовок
Голодовки можно классифицировать по разным основаниям:

### По типу
- Обычная голодовка — отказ от принятия любой пищи (приводит к смерти от голода примерно через 2 месяца).
- Сухая голодовка — отказ от принятия не только пищи, но и воды (приводит к смерти от обезвоживания через 8-10 дней).
- Частичная голодовка (к смерти не приводит, может продолжаться неограниченно долго, см. также диета):
  - Отказ от всех видов пищи, кроме некоторых. Например, голодовка «на хлебе и воде», при которой человек не ест ничего, кроме небольшого количества хлеба и не пьёт ничего, кроме воды.
  - Отказ от определённой пищи. Например, отказ заключённых есть «казённую пищу», хотя от пищи, принесённой им родственниками, они не отказываются.
  - Принудительное кормление.

### По причинам
- Политические
- Социальные
- Экономические
- Личные

### По количеству участников
- Индивидуальные
- Массовые

## Голодовки в культуреИндии
Шастры рекомендуют кратковременную голодовку (абходжана) или голодовку насмерть (прайа) как средство давления кредитора на должника. В комментарии к переводу «Дхармашастры Нарады» А. А. Вигасин и А. М. Самозванцев указывают, что обычаи, когда «кредитор может сам голодать или перестать кормить своих слуг и детей… хорошо засвидетельствованы различными индийскими источниками». Голодовка кредитора проводилась у дома должника. В случае смерти кредитора должник считался его убийцей.
Первые свидетельства о широком применении голодовок как способа социальной борьбы в истории Индии содержатся в кашмирской хронике XII в. «Раджатарангини». В ней сообщается о коллективных голодовках брахманов. Самая крупная из таких акций произошла в XII в. в столичном храме Гокула, когда для участия в ней собрались члены паришадов (храмовых советников) со всех концов Кашмира. Эта голодовка была направлена против царя Бхикшу и имела целью реставрацию на троне его соперника Суссалы. В конце X в. брахманы — владельцы главных аграхар (земельных владений), подстрекаемые соперником царицы Дидды, начали голодовку и добились народного волнения. После смерти Дидды (начало XI в.) министры-брахманы побудили брахманов — членов паришадов устроить голодовку протеста против главного министра Тунги, фаворита царицы, происходившего из низкой касты. В хронике упоминаются два случая, когда в разное время (XI и XII вв.) царские войска добивались голодовками неоднократного увеличения жалованья.
В этой же хронике описываются и индивидуальные голодовки. Так, за давностью лет один истец не смог доказать, что его водоём был несправедливо присвоен другим лицом, поэтому, добиваясь пересмотра дела, он объявил голодовку и потребовал, чтобы царь лично рассмотрел его. Царь, действительно, лично обратился к этому делу и с помощью советников решил его в пользу истца.
Долг царя возлагал на него личную ответственность за все случаи нарушения законности в его землях. Поэтому смерть брахмана, например, особенно тяжким грехом ложилась не только на то лицо, из-за которого была начата голодовка, но и на самого правителя страны. В связи с этим царь Уччала даже «дал клятву покончить с собой, если хоть один человек умрёт от голодовки», чем побудил судей к осторожности.
В начале XX в. политические голодовки в Индии применялись широко и систематически в национально-освободительной борьбе индийцев против британского владычества. Они в первую очередь связаны с именем Мохандаса Карамчанда Ганди. Ганди рассматривал голодовки как один из методов движения сатьяграхи и говорил, что «только тот имеет привилегию на голодовку во имя истины, кто свободен от животных страстей и кто отрёкся от всех земных обладании и стремлений»
Рекорд по продолжительности голодовки установила индийская правозащитница Шармила Иром. Она отказывалась от пищи и воды свыше 500 недель с ноября 2000 года, протестуя против «Закона об особых полномочиях вооружённых сил». Её больше 10 лет держали в заключении и насильственно кормили через трубку в носу на основании индийского закона, по которому попытка самоубийства является преступлением.

## Принудительное кормление
Практика принудительного кормления широко использовалась в тюрьмах во время голодовок заключённых, но Токийская декларация Всемирной организации здравоохранения 1975 года запретила насильственное кормление заключённых при соблюдении определённых условий. Согласно этой декларации, если заключённый отказывается от еды, кормление можно прекратить, но только если по крайней мере два независимых врача подтвердят, что заключённый может разумно и спокойно рассмотреть последствия своего отказа от еды, которые врачи обязаны ему объяснить.
Европейский суд по правам человека в 2005 г. в решении по делу Nevmerzhitsky v. Ukraine (54825/00) указал, что меры, такие как принудительное кормление, не могут считаться унижающими достоинство, если они необходимы для спасения жизни человека. Однако правительство Украины не продемонстрировало, что насильственное кормление было вызвано медицинской необходимостью в случае Невмежицкого. Суд также указал, что методы принудительного кормления с применением наручников, расширителя рта и специальной резиновой трубки, вставляемой в пищевод, можно приравнять к пыткам.

## Политические голодовки в СССР и России
С 1974 по 1984 годы неоднократно голодовку проводил российский физик и общественный деятель А. Д. Сахаров. Этими акциями он имел цель привлечь внимание мировой общественности к судьбе советских политзаключённых, а также выражал протест по поводу существовавших в годы советской власти ограничений на выезд граждан за территорию СССР. 2 мая 1984 года он начал голодовку, продолжавшуюся до 6 августа того же года, протестуя против отказа советских властей разрешить жене Сахарова Елене Боннэр выезд за границу для проведения операции на сердце. На пятый день голодовки, 7 мая, Сахарова схватили[кто?] на улице и доставили в Горьковскую областную клиническую больницу, где его насильно удерживали в течение четырёх месяцев и занимались принудительным кормлением.
С 31 марта по 23 апреля 2021 года, в связи с недопуском врачей, объявлял голодовку оппозиционный политик Алексей Навальный, отбывающий наказание в ИК-2 города Покров по признанному ЕСПЧ политическим делу «Ив Роше».